# Tatsuya Yoshihara
Tatsuya Yoshihara (吉原 達矢 Yoshihara Tatsuya?) es un animador, director y guionista gráfico de anime japonés.
Es mejor conocido por dirigir la serie Black Clover y por su trabajo como director de acción en la adaptación animada de Chainsaw Man.

## Biografía

### Juventud e inicios en la animación
Yoshihara no estuvo interesado en una carrera en las artes creativas hasta su último año de secundaria. Mientras dejaba su club de la escuela secundaria, comenzó a leer manga y ver anime con más diligencia, y las diferencias entre los dos medios hicieron que se interesara en una carrera como animador y estudiar en este sector.
Ingresó en una escuela especializada, pero, con prisa por trabajar en un estudio de animación, abandonó la carrera al cabo de un año para buscar trabajo como animador.

### Ascensión temprana
Yoshihara se reveló muy pronto como un animador muy prolífico, capaz de trabajar en diferentes episodios de varias series en el mismo año, y rápidamente ascendió del rango de animador intermedio al de animador clave en 2008, con sólo 20 años.
En 2011, hizo su debut igualmente temprano (a los 23 años) en la dirección dirigiendo episodios extra no televisados de la serie Kaibutsu Ōjo, luego ganó más importancia al dirigir y crear guiones gráficos de numerosos episodios de Sket Dance, todos para el estudio Tatsunoko Production. Más tarde, produjo su primer trabajo de larga duración adaptando la novela ligera Arve Rezzle: Kikaijikake no Yōsei-tachi para el programa Anime Mirai de ese año.
En 2015, dirigió sus dos primeras series de televisión: Yoru no Yatterman, un spin-off original de una antigua franquicia de superhéroes, y la adaptación del manga Monster Musume no Iru Nichijō, para Tatsunoko y Lerche respectivamente, antes de dirigir también la adaptación del manga Long Riders!.
Entre 2017 y 2021, se dedica casi exclusivamente a trabajar en la adaptación de larga duración del manga Black Clover que produjo para el estudio Pierrot y en el que invirtió mucho, hasta el punto de enfadarse públicamente por una producción complicada, y de rogar públicamente por animadores por falta de recursos presentes en el estudio algunos meses.
Luego fue llamado para trabajar en la adaptación de Chainsaw Man, donde desempeñó el papel específico de director de acción.

## Estilo e influencias
Yoshihara es un representante del movimiento de animación llamado "webgen", que representa el estilo de jóvenes animadores que llegaron a la industria a partir de la década de 2010 y que aprendieron dibujo y animación primero a través de un medio digital y publicaron sus creaciones en la web, en el forma de GIF animados o animaciones cortas en redes sociales. Ha convocado regularmente a animadores de esta generación (él mismo parte de este movimiento) desde sus inicios en la dirección, particularmente desde mediados de la década de 2010 para series como Namiuchigiwa no Muromi-san o Yoru no Yatterman.
Preocupado desde el principio por el bienestar de los animadores bajo su mando, de este modo, ha permitido a muchos animadores aficionados o incluso estudiantes entrar en la industria, a menudo por falta de recursos en producciones difíciles como la de Black Clover. Tras la producción de Black Clover y su participación en Jujutsu Kaisen, Wonder Egg Priority y Chainsaw Man en particular, es considerado un animador reconocido por sus escenas de acción.

## Trabajos

### Series de televisión
Destaca papeles con funciones de dirección de series.
| Año  | Título                                                  | Director(es)                                 | Estudio                                  | Funciones | Refs.                       |
| ---- | ------------------------------------------------------- | -------------------------------------------- | ---------------------------------------- | --- | --------------------------- |
| 2006 | Katekyō Hitman Reborn!                                  | Ken'ichi Imaizumi                            | Artland                                  | Animación clave (#111, 137, 145, 152, 159, 175, 191, 199; OP 8) | [ 13 ]                      |
| 2007 | Naruto: Shippūden                                       | Hayato Date                                  | Pierrot                                  | Animación clave (#103) | [ 14 ]                      |
| 2007 | Shugo Chara!                                            | Kenji Yasuda                                 | Satelight                                | Animación intermedia (#30) Animación clave (#47) | [ 14 ]                      |
| 2008 | Yu-Gi-Oh! 5D's                                          | Katsumi Ono                                  | Gallop                                   | Animación intermedia (#11) Animación clave (#103, 122) | [ 15 ]                      |
| 2008 | Macross F                                               | Shōji Kawamori Yasuhito Kikuchi              | Satelight                                | Animación intermedia (#6, 22) Animación clave (#17) | [ 16 ]                      |
| 2008 | To Love-Ru                                              | Takao Kato                                   | Xebec                                    | Animación intermedia (#16) | [ 14 ]                      |
| 2008 | Kanokon                                                 | Atsushi Ōtsuki                               | Xebec                                    | Animación intermedia (#4, 9) Animación clave (#9) | [ 17 ]                      |
| 2008 | Zettai Karen Children                                   | Keiichiro Kawaguchi                          | SynergySP                                | Animación intermedia (#4, 11) Animación clave (#46, 51) | [ 14 ]                      |
| 2008 | Nogizaka Haruka no Himitsu                              | Munenori Nawa                                | Diomedéa                                 | Animación clave (#12) | [ 14 ]                      |
| 2008 | Akaneiro ni Somaru Saka                                 | Keitaro Motonaga                             | TNK                                      | Animación clave (#8, 12) | [ 18 ]                      |
| 2008 | Shugo Chara!! Doki                                      | Kenji Yasuda                                 | Satelight                                | Animación clave (#19) | [ 14 ]                      |
| 2008 | Skip Beat!                                              | Kiyoko Sayama                                | Hal Film Maker                           | Segunda animación clave (#5) | [ 14 ]                      |
| 2009 | Kurokami The Animation                                  | Tsuneo Kobayashi                             | Sunrise                                  | Animación clave (#20) | [ 19 ]                      |
| 2009 | Gokujō!! Mecha Mote Iinchō                              | Harume Kosaka                                | Shogakukan Music & Digital Entertainment | Animación clave (#13, 20; OP) | [ 14 ]                      |
| 2009 | Fullmetal Alchemist: Brotherhood                        | Yasuhiro Irie                                | Bones                                    | Animación clave (#55) | [ 14 ]                      |
| 2009 | Metal Fight Beyblade                                    | Kunihisa Sugishima                           | Tatsunoko Production                     | Segunda animación clave (#41) Animación clave (#16, 30) | [ 20 ]                      |
| 2009 | Saki                                                    | Manabu Ono                                   | Gonzo Picture Magic                      | Segunda animación clave (#20) Animación clave (#6, 10, 14, 17, 25) | [ 14 ]                      |
| 2009 | Spice and Wolf II                                       | Takeo Takahashi                              | Brain's Base Marvy Jack                  | Animación clave (#2, 5) | [ 21 ]                      |
| 2009 | Asura Cryin' 2                                          | Keizō Kusakawa                               | Seven Arcs                               | Segunda animación clave (#11) Animación clave (#25) | [ 14 ]                      |
| 2009 | Kämpfer                                                 | Yasuhiro Kuroda                              | Nomad                                    | Animación clave (#3) | [ 14 ]                      |
| 2009 | Nyan Koi!                                               | Keiichiro Kawaguchi                          | AIC                                      | Animación clave (#4, 8, 12) | [ 14 ]                      |
| 2009 | Tegami Bachi                                            | Akira Iwanaga                                | Pierrot Plus                             | Segunda animación clave (#9) Animación clave (#18) | [ 22 ]                      |
| 2009 | Yumeiro Pâtissière                                      | Iku Suzuki                                   | Studio Hibari                            | Animación clave (#37) | [ 23 ]                      |
| 2009 | Anyamal Tantei Kiruminzoo                               | Sōichi Masui                                 | Satelight                                | Animación clave (#3, 5) | [ 24 ]                      |
| 2009 | Miracle☆Train: Oedo-sen e Yōkoso                        | Ken'ichi Kasai                               | Yumeta Company                           | Animación clave (#10) | [ 14 ]                      |
| 2009 | Sora no Otoshimono                                      | Hisashi Saitō                                | AIC ASTA                                 | Animación clave (#11) | [ 25 ]                      |
| 2009 | Weiß Survive R                                          | Kenji Setō                                   | Studio Hibari                            | Director de animación (#5, 10) Animación clave (#5, 10) | [ 14 ]                      |
| 2010 | Seikon no Qwaser                                        | Hiraku Kaneko                                | Hoods Entertainment                      | Animación clave (#5, 11, 23; OP) | [ 26 ]                      |
| 2010 | Ikkitōsen: Xtreme Xecutor                               | Kōichi Ōhata                                 | TNK                                      | Animación clave (#2, 8) | [ 27 ]                      |
| 2010 | Ookiku Furikabutte: Natsu no Taikai-hen                 | Tsutomu Mizushima                            | A-1 Pictures                             | Animación clave (#10) | [ 28 ]                      |
| 2010 | Ichiban Ushiro no Dai Maō                               | Takashi Watanabe                             | Artland                                  | Animación clave (#7, 12) | [ 29 ]                      |
| 2010 | Hime Chen! Otogi Chikku Idol Lilpri                     | Makoto Moriwaki                              | TMS Entertainment                        | Animación clave (#8) | [ 30 ]                      |
| 2010 | Metal Fight Beyblade: Baku                              | Kunihisa Sugishima                           | SynergySP                                | Animación clave (#2, 53) | [ 31 ]                      |
| 2010 | Kiss×sis                                                | Munenori Nawa                                | Feel                                     | Animación clave (#1, 5) | [ 14 ]                      |
| 2010 | Mayoi Neko Overrun!                                     | Ken'ichi Yatagai                             | AIC                                      | Animación clave (#OP) | [ 14 ]                      |
| 2010 | Densetsu no Yūsha no Densetsu                           | Itsurō Kawasaki                              | Zexcs                                    | Animación clave (#15) | [ 14 ]                      |
| 2010 | Seitokai Yakuindomo                                     | Hiromitsu Kanazawa                           | GoHands                                  | Animación clave (#6, 11, 13; OP) | [ 32 ]                      |
| 2010 | MM!                                                     | Tsuyoshi Nagasawa                            | Xebec                                    | Animación clave (#7) | [ 33 ]                      |
| 2010 | Arakawa Under the Bridge x Bridge                       | Yukihiro Miyamoto Akiyuki Simbo              | Shaft                                    | Animación clave (#1) | [ 34 ]                      |
| 2010 | Tantei Opera Milky Holmes                               | Makoto Moriwaki                              | J.C.Staff                                | Director de animación (#6) Animación clave (#6, 10, 12; OP) | [ 35 ]                      |
| 2011 | Dog Days                                                | Keizō Kusakawa                               | Seven Arcs                               | Animación clave (#6) | [ 36 ]                      |
| 2011 | SKET Dance                                              | Keiichiro Kawaguchi                          | Tatsunoko Production                     | Director de animación (#48) Director de animación asistente (#8) Director de episodios (#17, 26, 48, 63, 71) Guionista gráfico (#26, 36-37, 48, 63, 71) Animación intermedia (#71) Animación clave (#1, 9, 17, 26, 48, 56, 60, 71, 74; OP 1-2) | [ 37 ]                      |
| 2011 | A-Channel                                               | Manabu Ono                                   | Studio Gokumi                            | Animación clave (#10; OP) | [ 38 ]                      |
| 2011 | Sekaiichi Hatsukoi                                      | Chiaki Kon                                   | Studio Deen                              | Animación clave (#OP, ED) | [ 39 ]                      |
| 2011 | Astarotte no Omocha!                                    | Fumitoshi Oizaki                             | Diomedéa                                 | Animación clave (#OP) | [ 40 ]                      |
| 2011 | Hoshizora e Kakaru Hashi                                | Takenori Mihara                              | Doga Kobo                                | Animación clave (#1, 5, 10, 12) | [ 41 ]                      |
| 2011 | Seikon no Qwaser II                                     | Hiraku Kaneko                                | Hoods Entertainment                      | Animación clave (#ED) | [ 42 ]                      |
| 2011 | Ano Hi Mita Hana no Namae o Bokutachi wa Mada Shiranai. | Tatsuyuki Nagai                              | A-1 Pictures                             | Animación clave (#11) | [ 43 ]                      |
| 2011 | Ro-Kyu-Bu!                                              | Keizō Kusakawa                               | Project No.9 Studio Blanc                | Animación clave (#ED) | [ 44 ]                      |
| 2011 | Mawaru Penguindrum                                      | Shōko Nakamura Kunihiko Ikuhara              | Brain's Base                             | Animación clave (#4) | [ 45 ]                      |
| 2011 | Sekaiichi Hatsukoi 2                                    | Chiaki Kon                                   | Studio Deen                              | Animación clave (#OP) | [ 14 ]                      |
| 2012 | Sankarea                                                | Mamoru Hatakeyama                            | Studio Deen                              | Animación clave (#OP) | [ 14 ]                      |
| 2012 | Shining Hearts: Shiawase no Pan                         | Itsurō Kawasaki                              | Production I.G                           | Animación clave (#7) | [ 46 ]                      |
| 2012 | Hakuōki: Reimeiroku                                     | Osamu Yamasaki                               | Studio Deen                              | Animación clave (#12) | [ 14 ]                      |
| 2012 | Yu-Gi-Oh! ZEXAL Second                                  | Satoshi Kuwabara                             | Gallop                                   | Animación clave (#OP 2) | [ 47 ]                      |
| 2012 | Ixion Saga DT                                           | Shinji Takamatsu                             | Brain's Base                             | Animación clave (#20) | [ 48 ]                      |
| 2013 | Pretty Rhythm: Rainbow Live                             | An Jai Ho Masakazu Hishida                   | Tatsunoko Production Dongwoo A&E         | Animación clave (#OP 4) | [ 49 ]                      |
| 2013 | Namiuchigiwa no Muromi-san                              | Tatsuya Yoshihara                            | Tatsunoko Production                     | Director Director de episodios (#1-2, 13) Guionista gráfico (#1-2, 13; OP) Director de unidad (#OP) Director de animación (#8) Animación clave (#OP) | [ 50 ]                      |
| 2013 | Makai Ōji: Devils and Realist                           | Chiaki Kon                                   | Doga Kobo                                | Director de animación de efectos (#12) | [ 51 ]                      |
| 2013 | Gatchaman Crowds                                        | Kenji Nakamura                               | Tatsunoko Production                     | Director de animación (#1) | [ 52 ]                      |
| 2013 | Coppelion                                               | Hiromitsu Kanazawa Susumu Kudo Shingo Suzuki | GoHands                                  | Animación clave (#2) | [ 14 ]                      |
| 2013 | Outbreak Company                                        | Kei Oikawa                                   | Feel                                     | Animación clave (#6) | [ 53 ]                      |
| 2013 | Yozakura Quartet: Hana no Uta                           | Ryo-timo                                     | Tatsunoko Production                     | Director de episodio (#9) | [ 54 ]                      |
| 2013 | BlazBlue: Alter Memory                                  | Hideki Tachibana                             | Hoods Entertainment                      | Director de animación (#OP) Director de animación de acción (#1) Animación clave (#12) | [ 55 ]                      |
| 2014 | Dragon Collection                                       | Keiichiro Kawaguchi                          | OLM                                      | Diseñador de personajes Director jefe de animación (28 episodios) Director de animación (#1-2, 51; OP) Animación clave (#51) | [ 56 ]                      |
| 2014 | PriPara                                                 | Makoto Moriwaki                              | Tatsunoko Production Dongwoo A&E         | Animación clave (#OP 1) | [ 57 ]                      |
| 2014 | Barakamon                                               | Masaki Tachibana                             | Kinema Citrus                            | Director de animación (#11) Director de animación asistente (#9) Segunda animación clave (#6, 11-12) Animación clave (#11; OP) | [ 14 ]                      |
| 2015 | Yoru no Yatterman                                       | Tatsuya Yoshihara                            | Tatsunoko Production                     | Director Director de episodios (#1, 10, 12) Guionista gráfico (#1, 3, 10, 12; OP) Director de unidad (#OP) Animación clave (#1, 12) | [ 58 ]                      |
| 2015 | Aoharu × Kikanjū                                        | Hideaki Nakano                               | Brain's Base                             | Guionista gráfico (#OP) | [ 59 ]                      |
| 2015 | Monster Musume no Iru Nichijō                           | Tatsuya Yoshihara                            | Lerche                                   | Director Director de episodio (#12) Guionista gráfico (#1, 12) Director de animación asistente (#12) Segunda animación clave (#12) | [ 60 ]                      |
| 2015 | One Punch-Man                                           | Shingo Natsume                               | Madhouse                                 | Animación clave (#10) | [ 61 ]                      |
| 2016 | Ōya-san wa Shishunki!                                   | Yuki Ogawa                                   | Seven Arc Pictures                       | Guionista gráfico (#OP) Director de unidad (#OP) Animación clave (#OP) | [ 62 ]                      |
| 2016 | Sōsei no Onmyōji                                        | Tomohisa Taguchi                             | Pierrot                                  | Animación clave (#50) | [ 14 ]                      |
| 2016 | Long Riders!                                            | Tatsuya Yoshihara                            | Actas                                    | Director Director de episodios (#1, 5, 12) Guionista gráfico (#1, 5-6, 12; OP) Director de unidad (#OP, ED) Animación clave (#1, 12) | [ 63 ]                      |
| 2017 | Frame Arms Girl                                         | Keiichiro Kawaguchi                          | Zexcs Studio A-Cat                       | Guionista gráfico (#OP) Director de unidad (#OP) Animación clave (#OP) | [ 64 ]                      |
| 2017 | Fate/Apocrypha                                          | Yoshiyuki Asai                               | A-1 Pictures                             | Animación clave (#3-4) | [ 65 ]                      |
| 2017 | Gamers!                                                 | Manabu Okamoto                               | Pine Jam                                 | Animación clave (#OP) | [ 66 ]                      |
| 2017 | Black Clover                                            | Tatsuya Yoshihara                            | Pierrot                                  | Director (#1-152) Director jefe (#153-170) Director de episodios (#1-2, 17, 29, 63, 84, 100) Guionista gráfico (12 episodios; OP 6, ED 5) Director de unidad (#OP 2, 6, ED 5) Director de animación (#17, 63) Director de animación de acción (#35) Animación intermedia (16 episodios; OP 7, 11-12, ED 5) Segunda animación clave (#17, 100) Animación clave (23 episodios; OP 2, ED 5, 10) | [ 67 ] [ 68 ] [ 69 ]        |
| 2019 | Sword Art Online: Alicization - War of Underworld       | Manabu Ono                                   | A-1 Pictures                             | Animación clave (#OP) | [ 70 ]                      |
| 2020 | Jujutsu Kaisen                                          | Park Sung-hoo                                | MAPPA                                    | Animación clave (#17, 19, 24) | [ 71 ]                      |
| 2021 | Wonder Egg Priority                                     | Shin Wakabayashi                             | CloverWorks                              | Animación clave (#4) | [ 72 ]                      |
| 2021 | Takt Op. Destiny                                        | Yūki Itō                                     | MAPPA                                    | Animación clave (#1) | [ 73 ]                      |
| 2022 | Sono Bisque Doll wa Koi wo Suru                         | Keisuke Shinohara                            | CloverWorks                              | Animación clave (#8) | [ 74 ]                      |
| 2022 | Chainsaw Man                                            | Ryū Nakayama                                 | MAPPA                                    | Director de acción Director de episodios (#4, 10) Guionista gráfico (#4, 10) Animación clave (#1-2, 12) | [ 75 ] [ 76 ] [ 77 ] [ 78 ] |
| 2023 | Sōsō no Frieren                                         | Keiichirō Saitō                              | Madhouse                                 | Animación clave (#6, 9) | [ 79 ]                      |
| 2024 | Tsue to Tsurugi no Wistoria                             | Tatsuya Yoshihara                            | Actas Bandai Namco Pictures              | Director Composición de la serie Guionista (#1-12) Director de episodio (#1) Guionista gráfico (#1, 10) | [ 80 ] [ 81 ]               |

### Películas
Destaca papeles con funciones de dirección de series.
| Año  | Título                                    | Director(es)        | Estudio    | Funciones                                                 | Refs.  |
| ---- | ----------------------------------------- | ------------------- | ---------- | --------------------------------------------------------- | ------ |
| 2010 | Mahō Shōjo Lyrical Nanoha: The Movie 1st  | Keizō Kusakawa      | Seven Arcs | Animación clave                                           | [ 82 ] |
| 2013 | Arve Rezzle: Kikaijikake no Yōsei-tachi   | Tatsuya Yoshihara   | Zexcs      | Director Animación intermedia Animación clave             | [ 4 ]  |
| 2013 | Hunter x Hunter Movie 2: The Last Mission | Keiichiro Kawaguchi | Madhouse   | Director de unidad Guionista gráfico                      | [ 83 ] |
| 2021 | Jujutsu Kaisen 0                          | Park Sung-hoo       | MAPPA      | Animación clave                                           | [ 84 ] |
| 2023 | Black Clover: Mahō Tei no Ken             | Ayataka Tanemura    | Pierrot    | Guionista gráfico Director de unidad Animación intermedia | [ 85 ] |
| 2025 | Gekijō-ban Chainsaw Man Reze-hen          | Tatsuya Yoshihara   | MAPPA      | Director                                                  | [ 86 ] |

### ONAs
| Año  | Título      | Director(es)        | Estudio | Funciones                   | Refs.  |
| ---- | ----------- | ------------------- | ------- | --------------------------- | ------ |
| 2009 | Yutori-chan | Keiichiro Kawaguchi | Actas   | Animación clave (#4, 6, 18) | [ 14 ] |

### OVAs
Destaca papeles con funciones de dirección de series.
| Año  | Título                                                       | Director(es)                  | Estudio              | Funciones | Refs.  |
| ---- | ------------------------------------------------------------ | ----------------------------- | -------------------- | --- | ------ |
| 2009 | Kowarekake no Orgel                                          | Keiichiro Kawaguchi           | ElectromagneticWave  | Animación clave | [ 14 ] |
| 2010 | Zettai Karen Children OVA: Aitazōusei! Ubawareta Mirai?      | Keiichiro Kawaguchi           | SynergySP            | Animación clave | [ 87 ] |
| 2010 | Koe de Oshigoto! The Animation                               | Naoto Hosoda                  | Studio Gokumi        | Animación clave (#2) | [ 14 ] |
| 2010 | Mazinkaiser SKL                                              | Jun Kawagoe                   | Actas                | Animación clave (#1) | [ 88 ] |
| 2010 | Kaibutsu Ōjo (OVA)                                           | Keiichiro Kawaguchi           | Tatsunoko Production | Director de animación (#1-3) Director de episodios (#1-3) Guionista gráfico (#3) Animación intermedia (#3) Segunda animación clave (#3) Animación clave (#2-3) | [ 89 ] |
| 2011 | Katte ni Kaizō                                               | Akiyuki Simbo Naoyuki Tatsuwa | Shaft                | Animación clave (#OP) | [ 90 ] |
| 2011 | Astarotte no Omocha! EX                                      | Fumitoshi Oizaki              | Diomedéa             | Animación clave (#OP) | [ 14 ] |
| 2013 | Namiuchigiwa no Muromi-san: Pangea Chō Tairiku no Muromi-san | Tatsuya Yoshihara             | Tatsunoko Production | Director Director de episodio Guionista gráfico Director de animación Animación clave                                                                          | [ 14 ] |
| 2016 | Monster Musume no Iru Nichijō OVA                            | Tatsuya Yoshihara             | Lerche               | Director | [ 91 ] |

### Especiales
| Año  | Título                                    | Director(es)        | Estudio              | Funciones | Refs.  |
| ---- | ----------------------------------------- | ------------------- | -------------------- | --- | ------ |
| 2010 | Nōgyō Musume!                             | Hiroshi Ikehata     | Toei Animation       | Animación clave | [ 14 ] |
| 2010 | Kaibutsu Ōjo Specials                     | Keiichiro Kawaguchi | Tatsunoko Production | Director de animación (#1-3) Director de episodios (#1-3) Guionista gráfico (#2-3) Segunda animación clave (#3) Animación clave (#1) | [ 14 ] |
| 2011 | Tantei Opera Milky Holmes: Summer Special | Makoto Moriwaki     | J.C.Staff Artland    | Animación clave (#OP) | [ 14 ] |
| 2018 | Manga de Wakaru! Fate/Grand Order         | Desconocido         | A-1 Pictures         | Animación clave (#3) | [ 92 ] |